# Le Poète (Picasso)
Pour les articles homonymes, voir Le Poète.
Le Poète est un tableau réalisé par Pablo Picasso en 1912 à Sorgues. Cette huile sur toile est le portrait cubiste d'un poète la pipe aux lèvres. Elle est conservée au Kunstmuseum, à Bâle, en Suisse.

## Expositions
- Le Cubisme, Centre national d'art et de culture Georges-Pompidou, Paris, 2018-2019.